# Samaria, Hueyapan de Ocampo
Samaria är en ort i Mexiko.   Den ligger i kommunen Hueyapan de Ocampo och delstaten Veracruz, i den sydöstra delen av landet, 400 km öster om huvudstaden Mexico City. Samaria ligger 497 meter över havet och antalet invånare är 447.
Terrängen runt Samaria är huvudsakligen kuperad, men åt nordost är den platt. Runt Samaria är det ganska glesbefolkat, med 47 invånare per kvadratkilometer. Närmaste större samhälle är Catemaco, 19,5 km norr om Samaria. Omgivningarna runt Samaria är en mosaik av jordbruksmark och naturlig växtlighet.